# Honey Cocaine
Honey Cocaine, pseudonimo di Sochitta Sal (Ottawa, 22 ottobre 1992), è una rapper canadese.

## Biografia
Sochitta Sal è nata a Ottawa, in Ontario, il 22 ottobre 1992, ma è cresciuta a Maple, Ontario. Di origini cambogiane, è la prima di tre figli. Sua cugina è la famosa poetessa canadese, Lisa Robertson. Uno dei primi rapper americani che ha ascoltato è stato Tupac. In età giovane, ha cominciato a scrivere poesie, ma a 11 anni inizia a cimentarsi nella musica hip hop. Più tardi, ha iniziato a darsi un nome d'arte, "Honey Cocaine" come una metafora, significandolo come dolce e coinvolgente. "Il miele è il ripieno dentro", mentre "La cocaina è l'esterno grezzo", in riferimento sia alla droga, e le modalità che vuole la gente in generale, per notare il suo stile e la sua musica.

### Carriera musicale
Honey Cocaine fu scoperta dal rapper Tyga dopo aver postato su YouTube un suo video mentre faceva un freestyle del singolo del rapper, Rack City; infine, Tyga la invitò a partecipare al suo tour. Poco tempo dopo iniziò ad avere degli apprezzamenti con la sua collaborazione di debutto "Heisman", con Tyga.

Nel marzo 2012 le spararono mentre guidava un van, dopo che lei e Tyga si furono esibiti in un concerto a Omaha, Nebraska. Honey Cocaine, Tyga e compagnia furono inseguiti da una berlina sportiva nera a quattro porte mentre si allontanavano dalla sede, che ben presto aprì il fuoco contro il loro veicolo. Tuttavia, un proiettile sfiorò solo il suo braccio destro, e poco dopo fu dimessa dall'ospedale.
Sempre nel 2012, apparve nel terzo mixtape di Tyga, Well Done 3.

## Discografia

### Mixtape
| Anno | Titolo                                                                                  |
| ---- | --------------------------------------------------------------------------------------- |
| 2012 | Fuck yo Feelings Vol. #1 - Pubblicato: 20 febbraio 2012 - Formati: CD, digital download |
| 2012 | 90's Gold - Pubblicato: 9 luglio 2012 - Formati: CD, digital download                   |
| 2013 | Thug Love - Pubblicato: 31 marzo 2013 - Formati: CD, digital download                   |
| 2014 | Like a Drug - Pubblicato: 22 ottobre 2014 - Formati: CD, digital download               |

### Video musicali
| Anno | Titolo                       | Regista/i |
| ---- | ---------------------------- | --------- |
| 2011 | I Don't Give a Fuck          |           |
| 2012 | Rack City (freestyle)        |           |
| 2012 | Heisman (con Tyga)           |           |
| 2012 | T.O. Gold                    |           |
| 2012 | Hypnotize                    |           |
| 2012 | All Gold Eythang (Freestyle) |           |
| 2012 | Love Coca                    |           |
| 2013 | Runaway Bride                |           |
| 2013 | Bad Gal                      |           |
| 2013 | Chichi Get the Yayo          |           |
| 2013 | Money Murderer               |           |
| 2013 | Me N My Toolie               |           |
| 2013 | Middle Finger                |           |
| 2014 | Babysitta                    |           |
| 2014 | Jumpman (featuring T-Rell])  |           |
| 2015 | Shady Wit Me                 |           |
| 2015 | Hella Illy                   |           |
| 2015 | Honeydick                    |           |

| Anno | Titolo                                                       | Album                                 | Regista/i |
| ---- | ------------------------------------------------------------ | ------------------------------------- | --------- |
| 2012 | Bad Boy (Teyana Taylor featuring Honey Cocaine)              | The Misunderstanding of Teyana Taylor |           |
| 2013 | Fashion (Dizzy Wright featuring Honey Cocaine, Kid Ink)      | SmokeOut Conversations                |           |
| 2013 | Flexin (Yultron featuring Honey Cocainej)                    |                                       |           |
| 2013 | Pressed (Tyga featuring Honey Cocaine)                       | Well Done 3                           |           |
| 2014 | Blueberry Chills (Chanel West Coast featuring Honey Cocaine) |                                       |           |